# Paolo Tramezzani
Paolo Tramezzani (Castelnovo ne' Monti, 30 luglio 1970) è un allenatore di calcio ed ex calciatore italiano, di ruolo difensore, tecnico dell'AEL Limassol.

## Carriera

### Giocatore
Cresciuto nelle giovanili dell'Inter (che lo preleva dall’AC Vigentino), dall'ottobre 1989 viene ceduto in prestito nelle serie inferiori, vestendo le maglie di Prato in Serie C1 (con cui retrocede dopo uno spareggio con il Lanerossi Vicenza) e Cosenza (in comproprietà) in Serie B; con i calabresi disputa un nuovo spareggio-salvezza, questa volta vincendolo, contro la Salernitana.
Rientrato all'Inter, viene girato alla Lucchese, sempre in Serie B, nell'ambito dell'operazione di calciomercato che porta Marcello Montanari ai nerazzurri. In Toscana gioca da titolare e nel campionato 1992-1993 viene inserito nella rosa della prima squadra dell'Inter, allenata da Osvaldo Bagnoli. Esordisce in Serie A l'8 novembre 1992 (Inter-Sampdoria 0-0); con la società milanese vince la Coppa UEFA 1993-1994 e si rende protagonista del primo caso non ufficiale di prova televisiva in Italia: il compagno di squadra Luigi De Agostini viene espulso al suo posto e Tramezzani viene successivamente squalificato sulla base delle immagini televisive. Sebbene infatti fosse plausibile che il giudice sportivo si fosse affidato alle immagini televisive, l'utilizzo di tale strumento per infliggere sanzioni postume fu consentito solo dalla stagione 1997-1998.
Dopo due stagioni all'Inter in cui non convince, anche a causa di un serio infortunio al polso, torna nella serie cadetta in prestito al Venezia. Riscattato dai veneti, viene poi ceduto nel mercato autunnale al Cesena, sempre in Serie B e sempre in prestito.
Il ritorno in A giunge nel 1996, quando approda a parametro zero al Piacenza; con gli emiliani disputa due stagioni ottenendo altrettante salvezze (la prima di nuovo dopo uno spareggio). Nella stagione 1998-1999 si trasferisce all'estero per giocare nella Premier League firmando un quadriennale con il Tottenham. In Inghilterra disputa pochissime partite a causa di un grave infortunio e nella stagione successiva (gennaio del 2000) rientra in Italia per vestire la maglia della Pistoiese che milita in Serie B, collezionando 12 presenze e mettendo a segno 2 gol. Con gli arancioni ottiene la sua terza salvezza dopo uno spareggio, giocato contro il Cesena.
L'anno dopo, in scadenza di contratto, torna ad indossare la maglia del Piacenza, con cui ottiene subito la promozione in A. Dopo una stagione senza presenze, a causa di dissapori con l'allenatore Walter Novellino, nel gennaio 2003 viene ingaggiato dall'Atalanta con la quale mette a segno un gol in 11 presenze in una stagione che vede i nerazzurri retrocedere tra i cadetti. In seguito firma per l'Empoli, ma per problemi familiari rescinde immediatamente il contratto.
Scende quindi di categoria, vestendo la casacca della Pro Patria, con la quale chiude la carriera agonistica nel 2008 in Serie C1.

### Allenatore e dirigente

#### Prime esperienze
Dopo il ritiro ricopre il ruolo di responsabile tecnico nella società sportiva dilettantistica Basiglio Milano3 Calcio. Il 10 gennaio 2012 è chiamato da Gianni De Biasi come suo vice sulla panchina della nazionale albanese. Dal 9 settembre 2015 è anche il coordinatore degli allenatori della squadra del Finale Ligure nel campionato di Eccellenza in collaborazione con la sua scuola calcio.

#### Lugano
Il 21 dicembre 2016 lascia l'incarico di vice allenatore dell'Albania per assumere la guida tecnica del Lugano, in sostituzione dell'esonerato Andrea Manzo. La sua nomina rivitalizza la squadra elvetica, che sotto la sua gestione si stacca dalle ultime posizioni e risale la classifica, chiudendo la stagione al terzo posto e centrando così la qualificazione ai gironi di Europa League. Il 7 giugno 2017 rescinde il proprio contratto di comune accordo col club.

#### Sion
Dopo aver rifiutato la proposta di allenare l'Albania in seguito alle dimissioni di De Biasi, il 15 giugno viene nominato tecnico del Sion. Il 22 ottobre viene esonerato dopo 16 partite.

#### APOEL
Il 10 ottobre 2018 assume la guida tecnica dell'APOEL di Nicosia, in sostituzione dell'esonerato Bruno Baltazar; a fine stagione conduce il team cipriota alla conquista del titolo nazionale. L’8 agosto 2019 Tramezzani e il club cipriota si separano consensualmente dopo la sconfitta per 2-1 contro il Qarabağ nell’andata dei preliminari di Champions.

#### Livorno e secondo ritorno al Sion
Il 10 dicembre 2019 assume la guida tecnica del Livorno dopo l'esonero di Roberto Breda con Antonio Filippini vice e David Balleri collaboratore. Quattro giorni dopo al debutto perde per 0-2 contro il Benevento capolista restando all’ultimo posto in classifica. Il 3 febbraio 2020, all'indomani della sconfitta casalinga con l'Ascoli viene esonerato con il bilancio di 5 sconfitte e 2 pareggi.
Dopo lo stop del campionato per l'emergenza per la pandemia Covid 19, il 3 giugno 2020 il Sion lo richiama sulla panchina vallesana per terminare il campionato con il team all'ottavo posto, ottenendo in extremis la salvezza senza passare dallo spareggio. Il 25 agosto seguente viene sostituito da Fabio Grosso sulla panchina degli svizzeri.

#### Hajduk Spalato
Il 18 gennaio 2021 viene annunciato sulla panchina dell'Hajduk Spalato, con un contratto valido fino all'estate 2022, in sostituzione di Boro Primorac. Quattro giorni dopo debutta sulla panchina dell'Hajduk, guidando i Majstori s mora al successo esterno di campionato contro il Sebenico (0-1). Il 2 marzo esordisce in Coppa di Croazia, nell'ottavo di finale vinto 0-3 contro il NK Zagabria. Il 27 maggio dello stesso anno dopo aver raggiunto la qualificazione ai preliminari di UEFA Europa Conference League in 24 partite (14 vittorie, 4 pareggi e 6 sconfitte) alla guida dei Bili lascia la carica giungendo alla risoluzione consensuale del contratto.

#### Al-Faisaly e terzo ritorno al Sion
Il 19 giugno 2021 approda in Arabia Saudita sulla panchina dell'Al-Faisaly.
Dopo pochi mesi dal suo arrivo in Oriente, risolve il suo contratto con la società araba ed il 9 ottobre 2021 fa ritorno per la terza volta sulla panchina del Sion.
Il 22 novembre 2022 viene esonerato con il team al sesto posto, dopo alcune sconfitte consecutive. Il 16 maggio 2023 viene richiamato sulla panchina del club elvetico per le ultime tre giornate, con la squadra all'ultimo posto.. Non riesce ad evitare la retrocessione nello spareggio con la squadra militante in  Challenge League  dello Stade Lausanne.

#### Istria e Yverdon
L'8 febbraio 2024, Tramezzani viene ingaggiato dall'Istria 1961, di nuovo nella massima serie croata, subentrando a David Catalá e firmando un contratto valido fino al 30 giugno 2025. Debutta sulla panchina dei Puležani due giorni dopo, in occasione della vittoria casalinga di campionato ai danni dell'Osijek (1-0). La stagione si chiude con il raggiungimento del settimo posto in classifica. Il 17 dicembre dello stesso anno, dopo 18 partite (di cui cinque vittorie, sei pareggi e sette sconfitte) alla guida della squadra polese, rescinde consensualmente il proprio contratto con il club.
Il 28 dicembre 2024, viene ingaggiato come nuovo tecnico dell'Yverdon, nella massima serie svizzera, con cui firma un contratto valido fino al termine della stagione, con opzione di rinnovo per un'altra annata. Il team si trova al decimo posto in classifica.. Dopo un buon inizio, con il raggiungimento del nono posto, nel finale di campionato la squadra scivola al dodicesimo ed ultimo posto, subendo quindi la retrocessione in seconda serie. L'allenatore lascia quindi il club al termine della stagione.

#### AEL Limassol
Il 2 giugno 2025, Tramezzani firma un contratto annuale con l'AEL Limassol, club della massima serie cipriota.

## Attività extra-sportive
È opinionista e ospite in varie trasmissioni sportive su Sky, Mediaset Premium, LA7, Rai nel programma La Domenica Sportiva e sul campo come telecronista.

## Statistiche

### Presenze e reti nei club
| Stagione         | Squadra          | Campionato       | Campionato | Campionato | Coppe nazionali | Coppe nazionali | Coppe nazionali | Coppe continentali | Coppe continentali | Coppe continentali | Altre coppe | Altre coppe | Altre coppe | Totale | Totale |
| Stagione         | Squadra          | Comp             | Pres       | Reti       | Comp            | Pres            | Reti            | Comp               | Pres               | Reti               | Comp        | Pres        | Reti        | Pres   | Reti   |
| ---------------- | ---------------- | ---------------- | ---------- | ---------- | --------------- | --------------- | --------------- | ------------------ | ------------------ | ------------------ | ----------- | ----------- | ----------- | ------ | ------ |
| 1989-1990        | Prato            | C1               | 29+1       | 0          | CI-C            | 0               | 0               | -                  | -                  | -                  | -           | -           | -           | 30     | 0      |
| 1990-1991        | Cosenza          | B                | 15+1       | 0          | CI              | 4               | 0               | -                  | -                  | -                  | -           | -           | -           | 20     | 0      |
| 1991-1992        | Lucchese         | B                | 30         | 1          | CI              | 1               | 0               | -                  | -                  | -                  | -           | -           | -           | 31     | 1      |
| 1992-1993        | Inter            | A                | 13         | 0          | CI              | 2               | 0               | -                  | -                  | -                  | -           | -           | -           | 15     | 0      |
| 1993-1994        | Inter            | A                | 13         | 0          | CI              | 3               | 0               | CU                 | 3                  | 0                  | -           | -           | -           | 19     | 0      |
| Totale Inter     | Totale Inter     | Totale Inter     | 26         | 0          |                 | 5               | 0               |                    | 3                  | 0                  |             | -           | -           | 34     | 0      |
| 1994-1995        | Venezia          | B                | 15         | 0          | CI              | 0               | 0               | -                  | -                  | -                  | -           | -           | -           | 15     | 0      |
| set.-ott. 1995   | Venezia          | B                | 10         | 0          | CI              | 2               | 0               | -                  | -                  | -                  | -           | -           | -           | 12     | 0      |
| Totale Venezia   | Totale Venezia   | Totale Venezia   | 25         | 0          |                 | 2               | 0               |                    | -                  | -                  |             | -           | -           | 27     | 0      |
| ott. 1995-1996   | Cesena           | B                | 20         | 2          | CI              | -               | -               | -                  | -                  | -                  | -           | -           | -           | 20     | 2      |
| 1996-1997        | Piacenza         | A                | 25+1       | 1          | CI              | 0               | 0               | -                  | -                  | -                  | -           | -           | -           | 26     | 1      |
| 1997-1998        | Piacenza         | A                | 32         | 1          | CI              | 2               | 0               | -                  | -                  | -                  | -           | -           | -           | 34     | 1      |
| 1998-1999        | Tottenham        | PL               | 6          | 0          | FACup+CdL       | 0+1             | 0               | -                  | -                  | -                  | -           | -           | -           | 7      | 0      |
| 1999-gen. 2000   | Tottenham        | PL               | 0          | 0          | FACup+CdL       | 0               | 0               | CU                 | 0                  | 0                  | -           | -           | -           | 0      | 0      |
| Totale Tottenham | Totale Tottenham | Totale Tottenham | 6          | 0          |                 | 1               | 0               |                    | 0                  | 0                  |             | -           | -           | 7      | 0      |
| gen.-giu. 2000   | Pistoiese        | B                | 12+2       | 2          | CI              | -               | -               | -                  | -                  | -                  | -           | -           | -           | 14     | 2      |
| 2000-2001        | Piacenza         | B                | 31         | 0          | CI              | 7               | 2               | -                  | -                  | -                  | -           | -           | -           | 38     | 2      |
| 2001-2002        | Piacenza         | A                | 0          | 0          | CI              | 0               | 0               | -                  | -                  | -                  | -           | -           | -           | 0      | 0      |
| 2002-gen. 2003   | Piacenza         | A                | 7          | 0          | CI              | 1               | 0               | -                  | -                  | -                  | -           | -           | -           | 8      | 0      |
| Totale Piacenza  | Totale Piacenza  | Totale Piacenza  | 95+1       | 2          |                 | 10              | 2               |                    | -                  | -                  |             | -           | -           | 106    | 4      |
| gen.-giu. 2003   | Atalanta         | A                | 11         | 1          | CI              | -               | -               | -                  | -                  | -                  | -           | -           | -           | 11     | 1      |
| Totale carriera  | Totale carriera  | Totale carriera  | 274        | 8          |                 | 23              | 2               |                    | 3                  | 0                  |             | -           | -           | 300    | 10     |

### Statistiche da allenatore
Statistiche aggiornate al 2 giugno 2025. In grassetto le competizioni vinte.
| Stagione            | Squadra         | Campionato      | Campionato | Campionato | Campionato | Campionato | Coppe nazionali | Coppe nazionali | Coppe nazionali | Coppe nazionali | Coppe nazionali | Coppe continentali | Coppe continentali | Coppe continentali | Coppe continentali | Coppe continentali | Altre coppe | Altre coppe | Altre coppe | Altre coppe | Altre coppe | Totale | Totale | Totale | Totale | % Vittorie | Piazzamento                 |
| Stagione            | Squadra         | Comp            | G          | V          | N          | P          | Comp            | G               | V               | N               | P               | Comp               | G                  | V                  | N                  | P                  | Comp        | G           | V           | N           | P           | G      | V      | N      | P      | %          | Piazzamento                 |
| ------------------- | --------------- | --------------- | ---------- | ---------- | ---------- | ---------- | --------------- | --------------- | --------------- | --------------- | --------------- | ------------------ | ------------------ | ------------------ | ------------------ | ------------------ | ----------- | ----------- | ----------- | ----------- | ----------- | ------ | ------ | ------ | ------ | ---------- | --------------------------- |
| dic. 2016-2017      | Lugano          | SL              | 18         | 11         | 2          | 5          | CS              | -               | -               | -               | -               | -                  | -                  | -                  | -                  | -                  | -           | -           | -           | -           | -           | 18     | 11     | 2      | 5      | 61,11      | Sub., 3º                    |
| lug.-ott. 2017      | Sion            | SL              | 12         | 3          | 4          | 5          | CS              | 2               | 1               | 0               | 1               | UEL                | 2                  | 0                  | 1                  | 1                  | -           | -           | -           | -           | -           | 16     | 4      | 5      | 7      | 25,00      | Eson.                       |
| ott. 2018-2019      | APOEL           | A               | 28         | 18         | 7          | 3          | CC              | 8               | 4               | 3               | 1               | UEL                | -                  | -                  | -                  | -                  | -           | -           | -           | -           | -           | 36     | 22     | 10     | 4      | 61,11      | Sub., 1º                    |
| lug.-ago. 2019      | APOEL           | A               | 0          | 0          | 0          | 0          | CC              | 0               | 0               | 0               | 0               | UCL                | 3                  | 2                  | 0                  | 1                  | SC          | 0           | 0           | 0           | 0           | 3      | 2      | 0      | 1      | 66,67      | Rescis.                     |
| Totale APOEL        | Totale APOEL    | Totale APOEL    | 28         | 18         | 7          | 3          |                 | 8               | 4               | 3               | 1               |                    | 3                  | 2                  | 0                  | 1                  |             | 0           | 0           | 0           | 0           | 39     | 24     | 10     | 5      | 61,54      |                             |
| dic. 2019-feb. 2020 | Livorno         | B               | 7          | 0          | 2          | 5          | CI              | -               | -               | -               | -               | -                  | -                  | -                  | -                  | -                  | -           | -           | -           | -           | -           | 7      | 0      | 2      | 5      | &0,00      | Sub.,Eson.                  |
| giu.-ago. 2020      | Sion            | SL              | 13         | 4          | 4          | 5          | CS              | 2               | 1               | 0               | 1               | -                  | -                  | -                  | -                  | -                  | -           | -           | -           | -           | -           | 15     | 5      | 4      | 6      | 33,33      | Sub., 8°                    |
| gen.-giu. 2021      | Hajduk Spalato  | 1. HNL          | 22         | 13         | 4          | 5          | CC              | 2               | 1               | 0               | 1               | -                  | -                  | -                  | -                  | -                  | -           | -           | -           | -           | -           | 24     | 14     | 4      | 6      | 58,33      | Sub., 4°                    |
| lug.-ott. 2021      | Al-Faisaly      | SPL             | 7          | 3          | 2          | 2          | KCC             | 0               | 0               | 0               | 0               | -                  | -                  | -                  | -                  | -                  | -           | -           | -           | -           | -           | 7      | 3      | 2      | 2      | 42,86      | Dimiss.                     |
| ott. 2021-2022      | Sion            | SL              | 26         | 9          | 5          | 12         | CS              | 0               | 0               | 0               | 0               | -                  | -                  | -                  | -                  | -                  | -           | -           | -           | -           | -           | 26     | 9      | 5      | 12     | 34,62      | Sub., 7°                    |
| 2022-2023           | Sion            | SL              | 19+2       | 5          | 5          | 9+2        | CS              | 2               | 2               | 0               | 0               | -                  | -                  | -                  | -                  | -                  | -           | -           | -           | -           | -           | 21     | 7      | 5      | 11     | 33,33      | Eson., Sub., 10° retrocesso |
| Totale Sion         | Totale Sion     | Totale Sion     | 72         | 21         | 18         | 33         |                 | 6               | 4               | 0               | 2               |                    | 2                  | 0                  | 1                  | 1                  |             | -           | -           | -           | -           | 80     | 25     | 19     | 36     | 31,25      |                             |
| feb.-giu. 2024      | Istria 1961     | HNL             | 15         | 6          | 5          | 4          | CC              | 0               | 0               | 0               | 0               | -                  | -                  | -                  | -                  | -                  | -           | -           | -           | -           | -           | 15     | 6      | 5      | 4      | 40,00      | Sub., 7°                    |
| lug.-dic. 2024      | Istria 1961     | HNL             | 18         | 5          | 6          | 7          | CC              | 2               | 2               | 0               | 0               | -                  | -                  | -                  | -                  | -                  | -           | -           | -           | -           | -           | 20     | 7      | 6      | 7      | 35,00      | Resciss.                    |
| Totale Istra        | Totale Istra    | Totale Istra    | 33         | 11         | 11         | 11         |                 | 2               | 2               | 0               | 0               |                    | -                  | -                  | -                  | -                  |             | -           | -           | -           | -           | 35     | 13     | 11     | 11     | 37,14      |                             |
| dic. 2024-2025      | Yverdon         | SL              | 20         | 5          | 7          | 8          | CS              | -               | -               | -               | -               | -                  | -                  | -                  | -                  | -                  | -           | -           | -           | -           | -           | 20     | 5      | 7      | 8      | 25,00      | Sub. 10° retrocesso         |
| 2025-2026           | AEL Limassol    | A               | 0          | 0          | 0          | 0          | CC              | -               | -               | -               | -               | -                  | -                  | -                  | -                  | -                  | -           | -           | -           | -           | -           | 0      | 0      | 0      | 0      | —          |                             |
| Totale carriera     | Totale carriera | Totale carriera | 207        | 82         | 53         | 72         |                 | 18              | 11              | 3               | 4               |                    | 5                  | 2                  | 1                  | 2                  |             | -           | -           | -           | -           | 230    | 95     | 57     | 78     | 41,30      |                             |

 AEL Limassol

## Palmarès

### Giocatore

#### Competizioni nazionali
- Coppa di Lega inglese: 1

Tottenham: 1998-1999

#### Competizioni internazionali
- Coppa UEFA: 1

Inter: 1993-1994

### Allenatore

#### Competizioni nazionali
- Campionato cipriota: 1

APOEL: 2018-2019